# Manciola guaporicola
Manciola guaporicola — вид сцинкоподібних ящірок родини сцинкових (Scincidae). Мешкає в Південній Америці. Це єдиний представник монотипового роду Manciola.

## Поширення і екологія
Manciola guaporicola мешкають на сході Болівії, на півночі Парагваю та в центральній Бразилії. Вони живуть на вологих луках, в саванах Серрадо і Чако та в регіоні Пантаналу, трапляються на узліссях.